# پاورفرمر
پاورفرمر (به انگلیسی: Powerformer) نسل جدیدی از ژنراتور
ها هستند که می‌توانند به صورت مستقیم به خطوط انتقال متصل شوند. این ژنراتورها برای اتصال به شبکه نیازی به ترانسفورماتورهای افزایش دهنده ولتاژ ندارند. پاورفرمرها انقلابی نوظهور در صنعت تولید انرژی الکتریکی هستند.
اولین بار در سال ۱۹۹۸ دکتر لیون از کمپانی ABB سوئد ایده تولید انرژی الکتریکی در ولتاژهای بالا را مطرح ساخت. در همین سال اولین پاورفرمر در نیروگاه پریوس واقع در شمال سوئد با ولتاژ نامی ۴۵kV، توان نامی ۱۱MVA و سرعت نامی ۶۰۰rpm نصب شد. ساخت پاورفرمر با استفاده از تکنولوژی عایقی پلی‌اتیلن کراسلینک شده در سیم‌پیچی استاتور امکان‌پذیر شد. در حالی که پیش از آن به دلیل عدم تحمل عایق ژنراتور امکان تولید انرژی در ولتاژهای بسیار بالا وجود نداشت. با این حال هنوز هم به دلیل استفاده از ولتاژ بسیار بالا در پاورفرمر، استفاده از آن با عایق‌های فعلی با ریسک و خطر زیادی همراه بوده و برخی پروژه‌های پاورفرمر متوقف شده‌است.
از مزایای مهم تولید انرژی به وسیلهٔ پاورفرمر می‌توان به افزایش تولید توان راکتیو، کاهش استفاده از منابع طبیعی به دلیل حذف ترانسفورماتور و افزایش پایداری شبکه اشاره نمود.